# Associação Atlética Coruripe
Associação Atlética Coruripe är en fotbollsklubb från Coruripe i delstaten Alagoas i Brasilien som grundades 1 mars 2003 och vann samma år Campeonato Alagoanos andradivision och gick således upp i den högsta divisionen. Klubben har vunnit Campeonato Alagoano vid två tillfällen, 2006 och 2007, samt kommit tvåa vid två tillfällen, 2004 och 2005. Coruripe spelar på Estádio Gerson Amaral som tar 2 000 åskådare vid fullsatt.